# Montevista
Montevista ist eine philippinische Stadtgemeinde in der Provinz Davao de Oro. Sie hat 43.706 Einwohner (Zensus 1. August 2015).

## Baranggays
Montevista ist politisch in 20 Baranggays unterteilt.
| - Banagbanag - Banglasan - Bankerohan Norte - Bankerohan Sur - Camansi - Camantangan - Concepcion - Dauman - Canidkid - Lebanon | - Linoan - Mayaon - New Calape - New Dalaguete - New Cebulan (Sambayon) - New Visayas - Prosperidad - San Jose (Pob.) - San Vicente - Tapia |